# Albourne
Albourne es un pueblo y una parroquia civil en el distrito de Mid Sussex de Sussex Occidental, Inglaterra. Se encuentra junto a la carretera A23, a 4.8 km al este de Henfield. La parroquia tiene una superficie de 772.9 hectáreas (1909 acres). En el censo de 2001, 600 personas vivían en 234 hogares, de los cuales 321 eran económicamente activos. La población en el censo de 2011 era 644 personas.
El pueblo alberga una serie de edificios antiguos e históricos, como Gallops (un antiguo edificio de madera y el edificio más antiguo del pueblo), y The Pound ahora propiedad del futbolista Garry Nelson del Brighton & Hove Albion Football Club, que fue utilizado para acoger animales callejeros. Ambos edificios fueron construidos en el siglo XVII. También se encuentra la iglesia de San Bartolomé.
El inventor inglés y padre de la industria de la bicicleta, James Starley, nació en Albourne el 21 de abril de 1830.
El pueblo cuenta con un campo de golf, una escuela de equitación y un club de campo.
Durante la Segunda Guerra Mundial, una bomba cayó en el pueblo y causó daños en la escuela local. El consejo parroquial realizó un llamamiento para recaudar 200 libras para reparaciones inmediatas de la escuela y otras 600 para reparaciones futuras. La bomba también dañó la Rectoría de la Iglesia dejándola sin baño y sin luz eléctrica.